# Cent Mille Milliards de Poèmes
Cent mille milliards de poèmes è un libro interattivo di poesia combinatoria di Raymond Queneau, pubblicato nel 1961.

## Presentazione
Come dice lo stesso Queneau nella prefazione: "Questo librettino permette a chiunque di comporre a piacimento centomila miliardi di sonetti; tutti regolari, s'intende. Perché questa è, dopo tutto, nient'altro che una sorta di macchina per la produzione di poesie; e queste sono sì in numero limitato; ma abbastanza da poter permettere in teoria una lettura lunga quasi duecento milioni di anni (leggendo ventiquattro ore su ventiquattro)".
L'oggetto-libro di Queneau, costruito fisicamente da Robert Massin, offre al lettore uno strumento per comporre poesie secondo la forma del sonetto: due quartine seguite da due terzine, quattordici versi in totale.
Il libro è composto da dieci fogli, ciascuno diviso in quattordici bande orizzontali, stampati su entrambe le facciate. Il lettore può, ruotando le bande orizzontali come delle pagine, scegliere una delle dieci versioni della poesia proposte da Queneau. Tutte le dieci versioni hanno la stessa scansione e le stesse rime e, come già detto, ogni sonetto è assolutamente regolare nella sua forma.
Abbiamo dunque 1014 (100 000 000 000 000) potenziali poesie. E Queneau aggiunge: "Contando 45s per leggere un sonetto e 15s per girare le strisce, e ipotizzando di farlo per 8 ore al giorno, 200 giorni l'anno, avremmo più di un milione di secoli di lettura da fare, e, considerando invece di leggere per tutto il giorno per 365 giorni l'anno scenderemmo comunque a ben 190 258 751 anni (ignorando anni bisestili e altri dettagli)".
Non esiste ancora una versione italiana del lavoro di Queneau. Una traduzione o comunque un buon rifacimento in tedesco è stato pubblicato nel 1984 a Zweitausendeins da Ludwig Harig. In inglese, ci sono tre traduzioni o adattamenti differenti: una prima versione completa in termini di volume, con i fogli analogamente tagliati a strisce, realizzata, stampata e pubblicata nel 1983, con l'autorizzazione dei titolari dei diritti, da John Crombie; un secondo, non pubblicato, di Stanley Chapman e un terzo di Beverley Charles Rowe.
Potremmo dunque considerare Cent mille miliards de poèmes una sorta di grande ipertesto ante-litteram, come un antenato dei moderni software; questi venne pubblicato su Internet senza il consenso dei titolari dei diritti dando luogo, il 5 maggio 1997, a un processo che ha contribuito a delineare la legge francese del materiale protetto da copyright su Internet, tenendo qualificazione contraffazione per le poesie protette dal diritto d'autore pubblicato su un sito web.
Cent mille milliards de poèmes è stato musicato da Gilles Maugenest: "Questa versione musicale di Cent mille milliards de poèmes utilizza solo i primi 4 sonetti, ma in parte compensa il deficit nel numero di combinazioni con la presenza di passaggi strumentali che hanno le stesse regole dei passaggi cantati. Il numero di possibili canzoni è 4 038 046 511 104 pari a (421), più di quattromila miliardi. In entrambe le misure (cantato e strumentale), l'interprete sceglie una delle quattro proposte che appaiono sulla pagina.

## Schema metrico
Le rime dei sonetti seguono il modello: a b a b / a b a b / c c d / e e d
dove: a, c ed e sono rime femminili (rispettivamente in -ise, -otte e -oques)
b e d sono rime maschili (in [o] e -in).
Non si tratta quindi di sonetti "regolari", che seguono una struttura a b b a/ a b b a / c c d / e d e.
Peraltro, Queneau non esita, come sua abitudine, di esprimersi in un linguaggio assai umoristico: distorce le parole ( "exeuquise" per squisito (exquise), "cornédbîf" per carne in scatola (corned beef), mescola i livelli linguistici ( "d'un'iscrizione etrusca la pietra è stata incisa", "non si trova niente asciutto fuorché un sacco di vecchi fagioli"), utilizza parole rare, come "baïoques" (una moneta romana), "emberlucoquer" (incapocciarsi), forme desuete (avecque) o onomatopee (terlintintin).

### Discografia
- Due combinazioni in Raymond Queneau chanté par Juliette Gréco, Catherine Sauvage, Zizi Jeanmaire, Bernard Ascal, Les Frères Jacques et Gilles Maugenest, EPM (collezione Poètes & chansons), 2003